# Kotka
Kotka (en finés águila) es una ciudad y puerto fundado en 1879 en el golfo de Finlandia Meridional en el sureste, 50 km al oeste de la frontera rusa. Es uno de los puertos más activos del territorio finlandés, después de la capital Helsinki. En la batalla naval de 1789 entre Rusia y Suecia se hundieron más de 1000 barcos en las cercanías del puerto, y sus restos han dado buenas ganancias a los buscadores de tesoros.

## Historia
La Segunda Conferencia de Rusia del Partido Obrero Socialdemócrata de Rusia se celebró en Kotka, del 21 al 23 de julio (del 3 al 5 de agosto) de 1907.
Históricamente, el sueco fue el idioma oficial en la ciudad hasta 1902. Desde 1902 hasta 1906, la ciudad fue oficialmente bilingüe. Kotka tiene una minoría de habla sueca (ver: población de habla sueca de Finlandia), que en la década de 1890 representaba el 16% de la población de la ciudad y el 3% en la década de 1950. Hoy, alrededor del 1% de la población de la ciudad son hablantes de sueco. Hay una escuela en Kotka donde el sueco es el idioma de instrucción, Kotka Svenska Samskola, que se fundó en 1885.
La región de Kotka fue una de las primeras regiones muy industrializadas de Finlandia. Las fábricas de papeles y celulosa de Kotkamills y Stora Enso siguen siendo empleadores importantes. En las últimas décadas, varias fábricas se han reestructurado, lo que ha provocado un aumento del desempleo. Desde la década de 1980, la población de Kotka ha ido disminuyendo lentamente, principalmente debido a la migración doméstica a la región de Helsinki.

## Ciudades hermanadas
- Gdynia, Polonia
- Tallin, Estonia
- Kronstadt, Rusia
- San Petersburgo, Rusia
- Landskrona, Suecia
- Lübeck, Alemania